# Liste des aéroports au Tchad

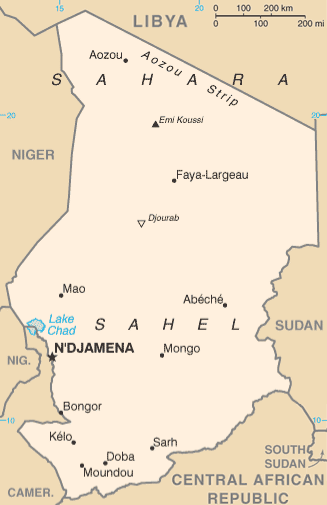
Carte du Tchad

Voici une liste des aéroports du Tchad, regroupés par type et triés par emplacement.
Le Tchad, officiellement connu sous le nom de république du Tchad, est un pays enclavé d'Afrique centrale. Il est bordé par la Libye au nord, le Soudan à l'est, la République centrafricaine au sud, le Cameroun et le Nigéria au sud-ouest et le Niger à l'ouest. Le pays est divisé en 22 régions, qui sont ensuite divisées en départements et sous-préfectures (en).
La capitale et la plus grande ville du Tchad est N'Djaména, qui est l'emplacement du principal aéroport du pays. Un service passagers régulier est disponible à N'Djamena et dans cinq autres villes.
Royal Air Tchad est la compagnie aérienne nationale, opérant des services intérieurs au Tchad ainsi que des services internationaux réguliers vers d'autres pays africains.

## Carte
| \| 100 km1:18 338 000 \|Abéché Am-Timan Faya-Largeau Moundou N'Djaména Sarh |
| 100 km1:18 338 000                                                          |

## Liste
Les noms d'aéroport indiqués en gras indiquent que l'aéroport possède un service régulier assuré par des compagnies aériennes commerciales.
| Ville                                                                     | Région            | OACI | AITA | Nom                                 | Coordonnées                      | Altitude (en mètres) | Piste       | Longueur    | Surface                  |
| ------------------------------------------------------------------------- | ----------------- | ---- | ---- | ----------------------------------- | -------------------------------- | -------------------- | ----------- | ----------- | ------------------------ |
| Aéroports publics (certains peuvent être à usage mixte civil / militaire) |                   |      |      |                                     |                                  |                      |             |             |                          |
| Abéché                                                                    | Ouaddaï           | FTTC | AEH  | Aérodrome d'Abéché                  | 14° 40′ 50″ N, 20° 50′ 56″ E     | 545                  | 09/27       | 2 800       | Asphalte                 |
| Aboudeïa                                                                  | Salamat           |      | AOD  | Aéroport d'Aboudeïa (en)            | 11° 28′ N, 19° 17′ E             | 480                  | 11/29       | 1 400       | Terre                    |
| Adé                                                                       | Sila              |      |      | Aérodrome d'Adé                     | 12° 40′ N, 21° 55′ E             | 631                  | 09/27       | 1 050       | Terre / gravier          |
| Adré                                                                      | Ouaddaï           |      |      | Aérodrome d'Adré                    | 13° 28′ 51″ N, 22° 10′ 43″ E     | 787                  | 07/25       | 1 300       | Terre / sable            |
| Am-Dam                                                                    | Sila              |      |      | Piste aérienne d'Am Dam             | 12° 44′ N, 20° 30′ E             | 450                  | 08/26       | 1 200       | Terre                    |
| Am-Timan                                                                  | Salamat           | FTTN | AMC  | Aérodrome d'Am Timan                | 11° 02′ 06″ N, 20° 16′ 29″ E     | 433                  | 03/21       | 1 500       | Briques                  |
| Ati                                                                       | Batha             | FTTI | ATV  | Aérodrome d'Ati                     | 13° 14′ 22″ N, 18° 18′ 47″ E     | 332                  | 09/27       | 1 300       | Briques / sable          |
| Ba Ili                                                                    | Chari-Baguirmi    |      |      | Aéroport de Ba Ili (en)             | 10° 30′ 56,1″ N, 16° 27′ 31,8″ E | 295                  | 03/21       | 951         | Herbe                    |
| Baïbokoum                                                                 | Logone Oriental   |      |      | Aéroport de Baïbokoum (en)          | 7° 45′ 55″ N, 15° 42′ 13″ E      | 466                  | 15/33       | 600         | Latérite                 |
| Beguelkar                                                                 | Logone Oriental   |      |      | Aéroport de Beguelkar (en)          | 8° 03′ 25,8″ N, 16° 09′ 40,4″ E  | 590                  | 10/28       | 905         | Herbe                    |
| Biltine                                                                   | Wadi Fira         | FTTE |      | Aérodrome de Biltine                | 14° 31′ 24″ N, 20° 54′ 37″ E     | 512                  | 09/27       | 1 250       | Terre                    |
| Bokoro                                                                    | Hadjer-Lamis      | FTTK | BKR  | Aéroport de Bokoro (en)             | 12° 23′ 07″ N, 17° 04′ 15″ E     | 300                  | 09/27       | 1 145       | Latérite / briques       |
| Bol                                                                       | Lac               | FTTL | OTC  | Aéroport de Bol-Bérim (en)          | 13° 26′ 36″ N, 14° 44′ 21″ E     | 291                  | 05/23       | 800         | Macadam                  |
| Bongor                                                                    | Mayo-Kebbi Est    | FTTB | OGR  | Aérodrome de Bongor                 | 10° 17′ 17″ N, 15° 22′ 48″ E     | 328                  | 09/27       | 1 600       | Roulée                   |
| Bousso                                                                    | Chari-Baguirmi    | FTTS | OUT  | Aérodrome de Bousso                 | 10° 29′ 29″ N, 16° 43′ 13″ E     | 335                  | 03/21       | 1 200       | Briques                  |
| Daguessa (en)                                                             | Sila              |      |      | Aéroport de Daguessa                | 12° 02′ N, 22° 25′ E             | 555                  | 13/31       | 1 240       | Terre                    |
| Dildo                                                                     | Logone Oriental   |      |      | Aérodrome de Dildo                  | 8° 31′ 48,6″ N, 16° 49′ 04,1″ E  | 411                  | 04/22       | 1 999       | Asphalte                 |
| Djédaa (en)                                                               | Batha             |      |      | Aéroport de Djédaa (vi)             | 13° 33′ N, 18° 36′ E             | 330                  | 09/27 14/32 | 1 150 690   | Terre Terre              |
| Djiour                                                                    | Tandjilé          |      |      | Aéroport de Djiour Sud-Ouest (en)   | 9° 58′ 43,7″ N, 16° 39′ 55,4″ E  | 330                  | 08/26       | 933         | Grass                    |
| Doba                                                                      | Logone Oriental   |      |      | Aéroport de Doba (en)               | 8° 42′ 02″ N, 16° 50′ 03″ E      | 387                  | 03/21       | 1 200       | Latérite                 |
| Fada                                                                      | Ennedi            | FTTF |      | Aéroport de Fada (en)               | 17° 11′ 18″ N, 21° 30′ 42″ E     | 563                  | 12/30       | 1 800       | Latérite                 |
| Faya-Largeau                                                              | Borkou            | FTTY | FYT  | Aérodrome de Faya-Largeau           | 17° 54′ 58″ N, 19° 06′ 32″ E     | 235                  | 06/24       | 2 800       | Macadam                  |
| Fianga                                                                    | Mayo-Kebbi Est    |      |      | Aéroport de Fianga (en)             | 9° 55′ 21″ N, 15° 07′ 06″ E      | 324                  | 07/25       | 600         | Latérite / terre / sable |
| Gounou Gaya                                                               | Mayo-Kebbi Est    |      |      | Aéroport de Gounou-Gaya (en)        | 9° 38′ 15″ N, 15° 30′ 18″ E      | 345                  | 05/23       | 875         | Sable                    |
| Goz-Beïda                                                                 | Sila              | FTTG |      | Aéroport de Goz Beïda (en)          | 12° 12′ 42″ N, 21° 27′ 30″ E     | 538                  | 17/35       | 1 400       | Terre                    |
| Guéréda                                                                   | Wadi Fira         |      |      | Aérodrome de Guéréda                | 14° 30′ N, 22° 05′ E             | 988                  | 08/26       | 1 050       | Terre / sable            |
| Haraze                                                                    | Salamat           |      |      | Aérodrome de Haraze                 | 9° 56′ N, 20° 54′ E              | 414                  | 01/19       | 1 360       | Terre                    |
| Iriba                                                                     | Wadi Fira         |      |      | Aéroport d'Iriba                    | 15° 08′ 02″ N, 22° 13′ 16″ E     | 946                  | 09/27       | 1 340       | Terre                    |
| Kélo                                                                      | Tandjilé          |      |      | Aéroport de Kélo (en)               | 9° 18′ 50″ N, 15° 47′ 11″ E      | 378                  | 05/23       | 800         | Latérite                 |
| Koro-Toro                                                                 | Borkou            |      |      | Aéroport de Koro Toro               | 16° 03′ N, 18° 29′ E             | 243                  | 04/22       | 1 000       | Terre / sable            |
| Koukou Angarana (en)                                                      | Sila              |      |      | Aérodrome de Koukou Angarana        | 12° 00′ 27″ N, 21° 40′ 24″ E     | 512                  | 04/22       | 1 350       | Gravier                  |
| Koumra                                                                    | Mandoul           |      |      | Aérodrome de Koumra                 | 8° 55′ 45″ N, 17° 34′ 55″ E      | 430                  | 07/25       | 750         | Latérite / sable         |
| Kyabé                                                                     | Moyen-Chari       |      |      | Aéroport de Kyabé (en)              | 9° 26′ 50″ N, 18° 55′ 40″ E      | 410                  | 09/27       | 600         | Latérite                 |
| Laï                                                                       | Tandjilé          | FTTH | LTC  | Aérodrome de Laï                    | 9° 23′ 53″ N, 16° 18′ 45″ E      | 357                  | 05/23       | 800         | Latérite                 |
| Léré                                                                      | Mayo-Kebbi Ouest  |      |      | Aérodrome de Léré                   | 9° 38′ 44″ N, 14° 10′ 23″ E      | 240                  | 05/23       | 800         | Latérite                 |
| Mao                                                                       | Kanem             | FTTU | AMO  | Aéroport de Mao (en)                | 14° 08′ 46″ N, 15° 18′ 51″ E     | 327                  | 07/25       | 1 100       | Briques                  |
| Massenya                                                                  | Chari-Baguirmi    |      |      | Aéroport de Massenya (en)           | 11° 25′ N, 16° 09′ E             | 325                  | 10/28       | 1 100       | Terre / sable            |
| Melfi                                                                     | Guéra             |      | MEF  | Aéroport de Melfi (en)              | 11° 03′ N, 17° 57′ E             | 394                  | 11/29       | 1 200       | Terre / sable            |
| Moïssala                                                                  | Mandoul           |      |      | Aéroport de Moïssala (en)           | 8° 20′ N, 17° 46′ E              | 382                  | 02/20       | 600         | Latérite / sable         |
| Mongo                                                                     | Guéra             | FTTM | MVO  | Aéroport de Mongo                   | 12° 10′ 12″ N, 18° 40′ 31″ E     | 431                  | 06/24       | 1 800       | Terre / sable            |
| Moundou                                                                   | Logone Occidental | FTTD | MQQ  | Aéroport de Moundou                 | 8° 37′ 13″ N, 16° 04′ 06″ E      | 429                  | 04/22       | 3 000       | Asphalte                 |
| Moussoro                                                                  | Bahr el Gazel     |      | MXR  | Aérodrome de Moussoro               | 13° 39′ N, 16° 30′ E             | 300                  | 03/21       | 1 200       | Terre / sable            |
| Moyto                                                                     | Hadjer-Lamis      |      |      | Piste d'atterrissage de Moyto (en)  | 12° 35′ N, 16° 32′ E             | 270                  | 11/29       | 1 400       | Terre                    |
| N'Djaména                                                                 | N'Djamena         | FTTJ | NDJ  | Aéroport international de N'Djaména | 12° 07′ 30″ N, 15° 01′ 29″ E     | 295                  | 05/23 05/23 | 2 800 1 500 | Asphalte / béton Terre   |
| N'Gouri                                                                   | Lac               |      |      | Aérodrome de N'Gouri                | 13° 38′ N, 15° 21′ E             | 280                  | 07/25       | 650         | Natron                   |
| Naramay                                                                   | Chari-Baguirmi    |      |      | Aéroport Naramay Est (en)           | 10° 11′ 54,9″ N, 16° 52′ 05,6″ E | 324                  | 04/22       | 1 036       | Herbe                    |
| Oum-Hadjer                                                                | Batha             |      | OUM  | Aéroport d'Oum Hadjer               | 13° 16′ N, 19° 43′ E             | 391                  | 03/21       | 1 100       | Argile                   |
| Ounianga Kébir                                                            | Ennedi            |      |      | Aéroport de Kébir (en)              | 18° 58′ N, 20° 30′ E             | 418                  | 04/22       | 1 320       | Sable                    |
| Pala                                                                      | Mayo-Kebbi Ouest  | FTTP | PLF  | Aérodrome de Pala                   | 9° 22′ 47″ N, 14° 55′ 32″ E      | 467                  | 05/23       | 1 600       | Latérite                 |
| Salal                                                                     | Bahr el Gazel     |      |      | Aéroport de Salal (en)              | 14° 51′ N, 17° 13′ E             | 300                  | 04/22       | 600         | Argile                   |
| Sarh                                                                      | Moyen-Chari       | FTTA | SRH  | Aérodrome de Sarh                   | 9° 09′ 04″ N, 18° 22′ 46″ E      | 365                  | 09/27       | 1 800       | Latérite                 |
| Tari                                                                      | Chari-Baguirmi    |      |      | Aéroport de Tari West (en)          | 10° 01′ 57,3″ N, 17° 16′ 44,5″ E | 329                  | 03/21       | 1 024       | Herbe                    |
| Tchagen                                                                   | Tandjilé          |      |      | Aéroport de Tchagen (en)            | 10° 02′ 21,9″ N, 16° 18′ 57,4″ E | 334                  | 16/34       | 823         | Herbe                    |
| Zakouma                                                                   | Salamat           |      | AKM  | Aérodrome de Zakoumaa               | 10° 53′ 27″ N, 19° 49′ 03″ E     | 415                  | 03/21       | 1 500       | Argile                   |
| Zouar                                                                     | Tibesti           | FTTR |      | Aérodrome de Zouar                  | 20° 26′ 55″ N, 16° 34′ 16″ E     | 809                  | 13/31       | 1 450       | Gravier                  |
| Aéroports militaires                                                      |                   |      |      |                                     |                                  |                      |             |             |                          |
| Bardaï                                                                    | Tibesti           | FTTZ |      | Aéroport de Bardaï-Zougra (en)      | 21° 26′ 57″ N, 17° 03′ 21″ E     | 1 074                | 07/25       | 1 800       | Sable / gravier          |